# Varberg Nord
Varberg Nord är ett industriområde i Varbergs kommun, Hallands län, beläget cirka 8 km öster om centralorten Varberg, där Europaväg E6 korsar Riksväg 41 Varberg-Borås.